# Землетрясения на границе Индии и Непала (2010)
Землетрясение магнитудой 5,2 произошло 22 июня 2010 года в 23:14:10 (UTC) на границе между Индией и Непалом, в 9,3 км к западу-северо-западу от Дарчулы.
Землетрясение ощущалось в населённых пунктах: Алмора, Дарчула, Питхорагарх, Тхал.
В результате землетрясения было разрушено одно здание в Таули (Висканагар). Сообщений о пострадавших не поступало. Экономический ущерб от землетрясения составил менее 0,04 млн долларов США.

## Афтершок
4 июля 2010 года в 02:35:59 (UTC) в этом же регионе произошло землетрясение магнитудой 4,7. Эпицентр землетрясения находился в 14 км к западу от Дарчулы. В результате землетрясения сообщений о пострадавших не поступало. Экономический ущерб от землетрясения составил менее 0,026 млн долларов США.

## Тектонические условия региона
Сейсмичность в Гималаях в основном обусловлена континентальным столкновением тектонических плит Индии и Евразии, которые сходятся с относительной скоростью 40—50 мм в год. Субдукция Индостанской плиты под Евразийскую вызывает многочисленные землетрясения и, следовательно, делает этот район одним из наиболее сейсмически опасных регионов на Земле. На поверхности эта зона субдукции выражена предгорьями Сулеймановых гор на западе, Индо-Бирманской дуги на востоке и Гималаями на севере Индии.
Граница между Индостанской и Евразийской плитами является размытой. На севере Индии она лежит в пределах сутуры Индус-Ярлунг-Цангпо и Главным центральным надвигом. Шовная зона Индус-Цангпо расположена примерно в 200 км к северу от Гималайского фронта и определяется открытой цепью офиолитов вдоль её южного края. Узкий (<200 км) Гималайский фронт включает в себя многочисленные параллельные структуры, простирающиеся с востока на запад. Этот регион имеет самые высокие уровни сейсмичности и здесь происходят самые большие землетрясения в Гималаях, вызванные в основном движением в надвигах. Примерами значительных землетрясений в этой густонаселенной области, вызванных движением обратного скольжения, являются землетрясения магнитудой 8,1 в Бихар 1934 года, в Кангра, магнитудой 7,5 1905 года и в Кашмире 2005 года, магнитудой 7,6. Последние два привели к наибольшему числу погибших в результате землетрясений в Гималаях — погибли более чем 100 000 человек и миллионы остались без крова. Самое крупное зарегистрированное в Гималаях землетрясение произошло 15 августа 1950 года в Ассаме, восточная Индия. Это правостороннее боковое ударное землетрясение магнитудой 8,6 широко ощущалось на обширной территории Центральной Азии, причинив значительный ущерб деревням в эпицентральном регионе.
Тибетское плато расположено к северу от Гималаев, простирается примерно на 1000 км с севера на юг и на 2500 км с востока на запад, и является геологически и тектонически сложным, с несколькими швами длиной в сотни километров, которые в целом простираются с востока на запад. Тибетское нагорье разделено рядом крупных (> 1000 км) левосторонних разломов, включая длинный Куньлунь, Хайюань и Алтынтаг. Правосторонние разломы (сравнимые по размерам с левосторонними разломами) в этом регионе: Каракорум, Красная река и Сикайн. Вторичные разломы, ориентированные с севера на юг, также рассекают Тибетское плато. Надвиги обнаруживаются к северу и югу от Тибетского нагорья. В совокупности в этих разломах происходит укорочение земной коры, связанное с продолжающимся столкновением плит Индии и Евразии, с образованием надвигов при сжатии с севера на юг, и горизонтально смещённых сбросов, простирающихся с востока на запад.
В северной части Тибетского плато преобладают три крупные левосторонние системы разломов: Алтынтаг, Куньлунь и Хайюань. Разлом Алтынтаг является самым длинным из этих разломов, и считается, что в нём происходит значительная доля сходимости тектонических плит. Тем не менее, здесь не происходило значительных исторических землетрясений, хотя палеосейсмические исследования свидетельствуют о доисторических землетрясениях магнитудой 7,0—8,0. В Алтынтаге присутствуют надвиги в его восточном и западном концах. Разлом Куньлунь, расположенный к югу от Алтынтага, сейсмически активен. Здесь возникают сильные землетрясения, такие как землетрясение 8 ноября 1997 года магнитудой 7,6 в Мани и 14 ноября 2001 года магнитудой 8,0 на Кукушили. В разломе Хайюань на крайнем северо-востоке 16 декабря 1920 года произошло землетрясение магнитудой 7,8, в результате которого погибло около 200 000 человек, а 22 мая 1927 года — землетрясение магнитудой 7,6, в результате которого погибло 40 912 человек.
Вдоль западной границы Тибетского плато, в окрестностях юго-восточного Афганистана и западного Пакистана, Индийская плита наклоняется относительно Евразийской плиты, что приводит к сложному поясу надвигов и сбросов, известному как Сулеймановы горы. Разломы в этом регионе включают в себя скачкообразное движение, обратное и наклонное скольжение и часто приводят к мелким разрушительным землетрясениям. Активный левосторонний ударный разлом Чаман — самый быстрый в регионе. В 1505 году в разломе Чаман близ Кабула произошло землетрясение, что привело к широкомасштабным разрушениям. В этом же регионе в результате землетрясения 30 мая 1935 года в Белуджистане магнитудой 7,6 в Пакистане погибли от 30 000 до 60 000 человек.
На северо-западной стороне Тибетского плато, под горами Памир—Гиндукуш на севере Афганистана, землетрясения происходят на глубине до 200 км в результате остаточной литосферной субдукции. Изогнутая дуга глубоких землетрясений, обнаруженных в регионе Памир—Гиндукуш, указывает на присутствие литосферного тела на глубине, которое считается остатками субдуцирующей плиты. Поперечные разломы в области Гиндукуша показывают почти вертикальную северную субдуцирующую плиту, тогда как поперечные разломы в соседней Памирской области на востоке указывают на гораздо более мелкую погружающуюся, южную субдуцирующую плиту. Некоторые модели предполагают наличие двух зон субдукции: индостанской плитой, которая субдуцирована ниже области Гиндукуша, и евразийская плита, субдуцированная ниже области Памира. Тем не менее, некоторые модели предполагают, что только одна из двух плит подвергается субдукции. Есть предположения, что плита стала деформированной и опрокинутой в некоторых местах.
Мелкие землетрясения в земной коре также происходят в этом регионе вблизи Главного Памирского надвига и других активных четвертичных разломов. Главный Памирский надвиг, к северу от Памирских гор, является активной геологической структурой. В северной части Главного Памирского надвига происходит множество мелких землетрясений, в то время как на его западной и восточной границах сочетается механизм надвигов и сбросов. 18 февраля 1911 года в Центральном Памире произошло землетрясение магнитудой 7,4, в результате которого погибло множество людей, и были разрушены берега реки Мургаб, что привело к её перекрытию.
Далее к северу расположен Тянь-Шань — сейсмически активный внутриконтинентальный горный пояс, который простирается на 2500 км в направлении восток-северо-восток — запад-северо-запад к северу от Таримской впадины. Этот пояс определяется многочисленными сбросовыми разломами, простирающимися с востока на запад, создающими бассейн сжатия и горный ландшафт. Обычно считается, что региональные напряжения, связанные с столкновением плит Индии и Евразии, являются причиной разломов в регионе. В начале XX-го века в регионе произошло три крупных землетрясения (магнитудой более 7,6), в том числе землетрясение в Атуши в 1902 году, в результате которого погибло около 5000 человек. На западе хребет прерывается 700-километровой активной системой Талас — Фергана, действующей правосторонней системой разломов. Хотя за последние 250 лет здесь не происходили крупные землетрясения, палеосейсмические исследования показывают, что здесь может случиться землетрясение с магнитудой 7,0+ и этот факт представляет значительную опасность.
Пояс Лунмэньшань, расположенный вдоль восточной окраины Тибетского плато, образует переходную зону между сложным образом деформированным поясом Сунгчу — Гардзе и относительно недеформированным бассейном Сычуань. 12 мая 2008 года здесь произошло землетрясение магнитудой 7,9, в результате которого погибло более 87 000 человек и было перекрыто несколько рек и озёр, а сумма ущерба составила миллиарды долларов США.
К юго-востоку от Тибетского плато расположены правосторонний разлом Хонгха (Красная река) и левосторонняя система разломов Сяншуйхэ — Сяоцзян. Разлом Хонгха испытал крупномасштабный левосторонний пластичный сдвиг в течение третичного периода, после чего в нём установилась текущая скорость бокового скольжения, примерно 5 мм/год. В этом разломе произошли несколько землетрясений с магнитудой 6,0+, включая землетрясение магнитудой 7,5 4 января 1970 года в Тонгае, в результате которого погибло более 10 000 человек. С начала XX-го века в системе разломов Сяншуйхэ — Сяоцзян произошло несколько землетрясений магнитудой 7,0+, включая землетрясение магнитудой 7,5 в Джагго, которое произошло 22 апреля 1973 года. Некоторые исследования показывают, что из-за высокой скорости проскальзывания в этом разломе будущие сильные землетрясения весьма вероятны на 65-километровом отрезке от Даву до Цяньнина и на 135-километровом отрезке, проходящем через Кандин.
Неглубокие землетрясения на Индо-Бирманской дуге, в основном, происходят в результате сочетания разломов со смещением по простиранию и взбросов, включая разломы Сикайн, Кабав и Дауки. В период с 1930 по 1956 годы вблизи правостороннего разлома Сикайн произошло шесть землетрясений магнитудой 7,0+, которые привели к серьёзным разрушениям в Мьянме, включая оползни, разжижение и гибель 610 человек. Также известно, что в этом регионе происходят глубокие землетрясения (200 км), которые, как считается, связаны с субдукцией погружающейся на восток Индийской плиты, хотя вопрос о том, активна ли субдукция в настоящее время, обсуждается. Здесь в прединструментальный период, 12 июня 1897 года, произошло сильное Ассамское землетрясение, вызвавшее широкомасштабные разрушения.